# Huoshishan (sockenhuvudort i Kina, Heilongjiang Sheng, lat 46,50, long 125,67)
Huoshishan (kinesiska: 火石山, 火石山乡) är en sockenhuvudort i Kina. Den ligger i provinsen Heilongjiang, i den nordöstra delen av landet, omkring 110 kilometer nordväst om provinshuvudstaden Harbin. Antalet invånare är 13 024. Befolkningen består av 6 425 kvinnor och 6 599 män. Barn under 15 år utgör 15,0 %, vuxna 15-64 år 77 %, och äldre över 65 år 7,0 %.
Runt Huoshishan är det ganska tätbefolkat, med 192 invånare per kvadratkilometer. Närmaste större samhälle är Renmin, 18,0 km nordväst om Huoshishan. Trakten runt Huoshishan består till största delen av jordbruksmark.
Genomsnittlig årsnederbörd är 767 millimeter. Den regnigaste månaden är juli, med i genomsnitt 207 mm nederbörd, och den torraste är januari, med 5 mm nederbörd.